# Luis Brunetto
Luis Brunetto, född 27 oktober 1901 i Rosario, Argentina, död 7 maj 1968 i Rosario, Argentina, var en argentinsk friidrottare.
Brunetto blev olympisk silvermedaljör på tresteg vid sommarspelen 1924 i Paris.